# Pantograf
Pantograf tudi tokovni odjemnik je naprava na vrhu lokomotive, tramvaja ali trolejbusa, ki prenaša električno energijo iz drsnega (kontaktnega) vodnika do naprave, ki jo poganjamo.
Pantograf je izumil Walter Reichel (inženir podjetja Siemens & Halske) leta 1879.
Alternativa pantografu je tretji tir.